# لوباتووا
لوباتووا (به لاتین: Lubatowa) یک روستا در لهستان است که در گمینا ایوونگچ-زدروی واقع شده‌است. لوباتووا ۳٬۷۰۰ نفر جمعیت دارد.